# 1998 في إيران
فيما يلي قوائم الأحداث التي وقعت خلال عام 1998 في إيران.

## سياسة

### تعيين في المنصب
- 12 سبتمبر – عبد الواحد الموسوي اللاري وزارة الداخلية.

## أفلام
من الأفلام التي صدرت هذه السنة في إيران:
- 1 يناير – التفاحة من إخراج سميرة مخملباف.
- 1 يناير – طعم الكرز من إخراج عباس كيارستمي.

## مواليد

### مايو
- 10 مايو – نيما مختاري
- 31 مايو – رضا شكاري لاعب كرة قدم إيراني.

### يوليو
- 10 يوليو – كيميا علي زاده لاعبة تايكوندو إيرانية.
- 20 يوليو – محمد قربانبور مغني وملحن إيراني.

### أغسطس
- 10 أغسطس – مهران درخشان مهر لاعب كرة قدم إيراني.

## وفيات

### يناير
- 1 يناير – لوريتا هايرابتيان (مواليد 1911) ممثلة إيرانية.

### مارس
- 26 مارس – سيروس قايقران (مواليد 1962) لاعب كرة قدم إيراني.

### نوفمبر
- 15 نوفمبر – م‍ح‍م‍د ت‍ق‍ي ال‍ج‍ع‍ف‍ري (مواليد 1923)